# Corneille van Aarsen (Nimègue)
Pour les articles homonymes, voir Corneille van Aarsen.
Corneille van Aarsen, né en 1600 à Paris et mort en 1662 à La Haye, est un colonel de cavalerie Hollandais et gouverneur de Nimègue. Il est le petit-fils de Corneille van Aarsen et fils de François van Aerssen. Il passait pour le plus riche Hollandais de son temps. Son fils Corneille van Aarsen, commandant au Suriname, fut massacré par ses troupes en 1688.

## Source
« Corneille van Aarsen (Nimègue) », Charles Weiss, Biographie universelle, ou Dictionnaire historique contenant la nécrologie des hommes célèbres de tous les pays, 1841 [détail des éditions].